# Marcato

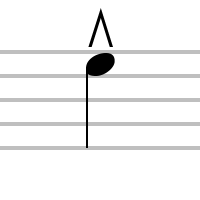
Figura 1. Marcato.

Marcato (en italiano "marcado") en notación musical es un signo de articulación la cual indica que una nota, acorde o pasaje se interpreta más fuerte con respecto a su intensidad original y también de la música de su alrededor.

## Representación gráfica
Este signo de articulación puede aparecer representado en las partituras o partichelas de tres maneras diferentes:
1. La palabra «marcato» escrita por encima o por debajo del pentagrama para indicar el pasaje que se tocará conforme a dicha articulación. Esta opción se suele emplear cuando la indicación afecta a un pasaje muy largo o bien a todo un movimiento de una pieza.
2. La abreviatura «marc.» escrita encima de la nota o pasaje que se tocará conforme a tal indicación.
3. También puede tomar la forma de un signo de acentuación con forma de cuña abierta vertical que se coloca normalmente por encima del pentagrama, aunque también se puede ver colocado por debajo.

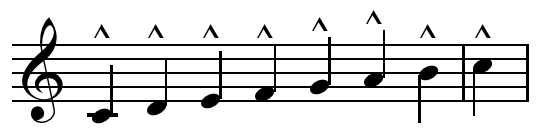
Figura 2. Escala diatónica en do, marcato.

## Usos y efectos
El marcato es esencialmente una versión intensificada del acento normal indicado por el signo con forma de una cuña abierta horizontal (>). El signo requiere que el intérprete ejerza una mayor intensidad. Al igual que el acento regular, aunque a menudo se interpreta para sugerir un ataque fuerte que va disminuyendo hacia la dinámica original. Se trata de una interpretación que sólo es aplicable a los instrumentos musicales, a diferencia del piano por ejemplo, capaz de alterar el nivel dinámico de una sola nota sostenida. Conforme a James Mark Jordan, "el sonido marcato se caracteriza por un empuje rítmico seguido por un decaimiento del sonido".
En las partituras para big band de jazz el signo de marcato a menudo indica una nota corta moderadamente acentuada. Tal articulación en la música convencional se suele representar mediante la combinación del signo de punto del staccato por encima o por debajo del signo de un acento normal (>). 
La instrucción marcato o marcatissimo (marcato extremo), entre varias otras instrucciones, símbolos y marcas de expresión puede llevar al intérprete de un instrumento de cuerda frotada a ejecutar la técnica conocida como martellato o martelé con el arco, en función del contexto musical.
En el tango el "marcato"  es uno de los modelos de acompañamiento o marcación más utilizado. 
En los ensambles de tango, el ritmo se sostiene a través de dos vías: la melodía rítmica y la base rítmica. En la base rítmico-armónica, la combinación de diferentes patrones genera los modelos de marcación. El Marcato en 4 es el modelo que acentúa los cuatro tiempos con igual intensidad. No obstante, al estar el tango estructurado sobre un compás de 4/4, existe una natural gravitación hacia los tiempos fuertes. Mientras que la percusión de la armonía (los acordes) se ejecuta de una manera uniforme, muy breve y marcada, los bajos pueden ejecutarse de dos modos distintos, según el estilo:
MUY BREVES Y PERCUSIVOS : Los bajos deben tocarse lo más brevemente posible y con una articulación percusiva. La línea de bajo se construye usualmente por notas exclusivamente de la tríada, preferentemente la 5.ª o la fundamental. 
LIGADOS : En esta forma de marcato, la línea de bajos se toca ligada. La construcción de los bajos tiene un carácter más melódico e incluye notas de paso por grados conjuntos, cromatismos y apoyaturas (además de las notas del acorde). Generalmente, la ligadura que vemos en la línea de bajos no es anotada. Siempre que no haya una articulación precisa escrita, los bajos se tocan ligados.

## Diferenciación de signos similares
La articulación denominada marcato no debe ser confundida con otros signos musicales que puede presentar similitudes. 
- El acento se representa mediante un signo diferente con forma de cuña abierta horizontal en vez de vertical (ver Figura 3) y su efecto supone una ejecución menos fuerte o menos intensa que el marcato.[12]

- El staccatissimo es la articulación que constituye el superlativo del staccato y por tanto, supone un ataque más intenso del sonido afectado. La similitud con el marcato viene dada porque los dos signos utilizados para representar estas dos indicaciones presentan la forma de cuña. Sin embargo, en el caso del marcato el signo es algo más grande, la cuña se representa abierta y esa abertura está orientada hacia el lado contrario de donde está la figura musical. Por el contrario, para el staccatissimo se emplea un signo de un tamaño ligeramente menor, la cuña está cerrada (formando un pequeño triángulo) y su vértice apunta hacia la figura.[13]

|                   |
| Figura 3. Acento. |

|                          |
| Figura 4. Staccatissimo. |